# Ядерный «пшик»
Ядерный «пшик» (англ. fizzle) — неполный взрыв ядерного взрывного устройства, при котором значительная часть делящегося вещества устройства (например, плутония), не успевает поучаствовать в цепной реакции. Такое может произойти при срабатывании в нештатном режиме с разбросом и\или испарении при подрыве ядерного устройства большей части делящегося материала.

## Природа
Ядерный «пшик» может возникнуть как следствие неправильного расчета элементов ядерного взрывного устройства (например, при первых опытных взрывах ядерных устройств разработчиком), частичного отказа систем подрыва обычного взрывчатого вещества, обжимающего делящийся материал, или при недостаточной скорости детонации обычного взрывчатого вещества в боеприпасах «имплозивного типа», либо недостаточности скорости разгона «пули» в боеприпасах «пушечного типа», либо по иным причинам.
Мощность ядерного «пшика» в тротиловом эквиваленте может достигать нескольких десятков-сотен тонн, но заражение местности при взрыве «шипучки» может достигать значительных размеров из-за распыления и разброса непрореагировавшего делящегося материала на большой площади.
Имеются предположения, что через ядерный «пшик» срабатывала германская атомная бомба периода Второй мировой войны.
Многие страны, имеющие ядерную программу, сталкивались с fizzle.

## Противоракетная оборона
Ядерный «пшик» может быть искусственно индуцирован при облучении ядерного заряда мощным потоком быстрых нейтронов (например, испускаемых взрывом нейтронной бомбы). В таком случае, внешний поток нейтронов провоцирует цепную реакцию в делящемся веществе, не достигающем критической массы. Ядерный боевой заряд в результате разрушается со сравнительно небольшим выделением энергии.
Искусственное индуцирование такого подрыва вражеских ядерных боеголовок лежало в основе систем противоракетной обороны в 1960—1970-х. Ракеты-перехватчики обычно оснащались нейтронными боевыми частями, так как ударная волна слабо действовала в верхних слоях атмосферы (и полностью отсутствовала в космосе), а прочие поражающие факторы слабо сказывались на хорошо защищенных боеголовках. Нейтронный поток, провоцирующий ядерный «пшик», позволял надежно поражать неприятельские боеголовки даже при значительном промахе ракеты-перехватчика, в том числе группами.